# Plus un (film)
Pour plus de détails, voir Fiche technique et Distribution.
Plus un (Плюс один) est un film russe réalisé par Oksana Bichkova, sorti en 2008,.

## Fiche technique
- Photographie : Ivan Goudkov
- Décors : Olga Khlebnikova, Oksana Bichkova
- Montage : Dacha Danilova

## Prix et récompenses
- Festival du cinéma russe à Honfleur 2008 : Meilleur scénario